# Ziua Mondială a Toaletei
Ziua Mondială a Toaletei ( WTD ) este o zi oficială internațională de respectare a Organizației Națiunilor Unite din 19 noiembrie pentru a inspira acțiuni de combatere a crizei globale de salubritate.  La nivel mondial, 4,2 miliarde de oameni trăiesc fără „ salubrizare gestionată în condiții de siguranță ” și aproximativ 673 de milioane de oameni practică defecația în aer liber. :74 Obiectivul de dezvoltare durabilă 6 urmărește „Asigurarea disponibilității și gestionarea durabilă a apei și canalizării pentru toți”. În special, obiectivul 6.2 este „Încetarea defecării în aer liber și asigurarea accesului la igienizare și igienă)”. Când a fost publicat Raportul privind obiectivele de dezvoltare durabilă 2020, secretarul general al Organizației Națiunilor Unite, António Guterres, a spus: „Astăzi, obiectivul de dezvoltare durabilă 6 este ratat” și „împiedică progresul Agendei 2030, realizarea drepturilor omului și realizarea de pace și securitate în întreaga lume ".
Ziua Mondială a Toaletei există pentru a informa, a angaja și a inspira oamenii să ia măsuri în vederea atingerii acestui obiectiv. Adunarea Generală a ONU a declarat Ziua Mondială a Toaletei, Ziua oficială a ONU în 2013, după ce Singapore a depus rezoluția (prima sa rezoluție în fața Adunării Generale a ONU din 193 de state membre).  Înainte de aceasta, Ziua Mondială a Toaletei a fost stabilită neoficial de Organizația Mondială a Toaletei (un ONG cu sediul în Singapore) în 2001.
UN-Water este convocatorul oficial al Zilei Mondiale a Toaletei. UN-Water administrează site-ul oficial al Zilei Mondiale a Toaletei și alege o temă specială pentru fiecare an. În 2019, tema a fost „Să nu lăsăm pe nimeni în urmă”, care este tema centrală a obiectivelor de dezvoltare durabilă. Temele din anii anteriori includ soluții bazate pe natură, ape uzate, toalete și locuri de muncă, toalete și nutriție.   Ziua Mondială a Toaletei este marcată de campanii de comunicare și alte activități. Evenimentele sunt planificate de entități ONU, organizații internaționale, organizații locale ale societății civile și voluntari pentru a sensibiliza și a inspira acțiuni.
Toaletele sunt importante, deoarece accesul la o toaletă funcțională în condiții de siguranță are un impact pozitiv asupra sănătății publice, demnității umane și siguranței personale, în special pentru femei. Sistemele de salubrizare care nu tratează în siguranță excrementele permit răspândirea bolilor. Pot rezulta boli grave transmise de sol și apă, cum ar fi holera, diareea, tifoida, dizenteria și schistosomiaza .

## Exemple de activități și evenimente

### Lansarea rapoartelor
Unele organizații lansează rapoarte legate de toalete (sau legate de salubritate) de Ziua Mondială a Toaletei. De exemplu:
- Coaliția Consiliului Toaletei (2017) „Economie de salubrizare”[13]
- Apă și canalizare pentru cei săraci din zona urbană (WSUP) (2017) „Ghid pentru consolidarea mediului favorabil pentru gestionarea nămolului fecal” [14]
- Biroul Internațional al Muncii (OIM) (2016) „WASH@Work: manual de auto-instruire[15]
- OMS, UNICEF și USAID (2015) „Îmbunătățirea rezultatelor nutriționale cu o apă mai bună, salubritate și igienă: soluții practice pentru politici și programe”[16]

### Evenimente
- 2019: Evenimentele planificate pentru Ziua Mondială a Toaletei 2019 includ, de exemplu, un atelier în SUA intitulat „Managementul gunoiului de grajd - Ce poate învăța tinerii un poop!”, Instalații de artă în Irlanda sub tema „Gândește-te înainte să tragi apa” și „Toalete pentru toți în zonele rurale", Madhya Pradesh, India.[17] [18] [19]
- 2018: Evenimentele pentru Ziua Mondială a Toaletei din 2018 au inclus diverse activități, cum ar fi un „ hackathon ” în Ghana pentru a promova soluții digitale[20], un seminar găzduit de Inginerii fără Frontiere în Danemarca[21], o proiecție și o discuție a filmului Bollywood Toaletă: Ek Prem Katha (în română - Toaletă: O poveste de dragoste) în Canada[22] și un concurs de desen școlar în India.[23] [24]
- 2017: Membrii Alianței pentru Sanitație Durabilă (SuSanA) au folosit impulsul din jurul Zilei Mondiale a Toaletei din 2017 pentru a actualiza articolele Wikipedia pe teme legate de WASH (acronim din engleză - apă, salubritate și igienă). [25] Acest lucru a contribuit la educația publică despre criza de salubritate.[26] Documentarul „Follow the Flush”, lansat la 19 noiembrie 2017, a educat oamenii despre ceea ce se întâmplă pe străzile din New York după ce o persoană spală o toaletă în Manhattan.[27] Înaintea Zilei Mondiale a Toaletei 2017, comunitățile din întreaga lume s-au reunit pentru „Urgent Runs” (reuniuni tematice pentru salubrizare). Peste 63 de evenimente au avut loc în 42 de țări. Evenimentele au inclus alergări distractive, plimbări de conștientizare, programe de curățare a toaletelor, carnavaluri și chiar parade cu motociclete.[28] Țările participante includ: Bangladesh, Benin, Bhutan, Burundi, Cambodgia, Camerun, Canada, China, Congo-Brazzaville, Franța, Gambia, Germania, Ghana, India,[29] Indonezia, Italia, Kenya, Mongolia, Mozambic, Namibia, Olanda, Pakistan, Filipine, Senegal, Tanzania, Statele Unite și Vietnam.[30]

## Impact

### Impactul rețelelor sociale
Campania Ziua Mondială a Toaletei și publicațiile conexe ajung la milioane de oameni prin intermediul rețelelor sociale, site-urilor web dedicate și altor canale. :21 Peste 100 de evenimente din 40 de țări au fost înregistrate pe site-ul web al Zilei Mondiale a Toaletei atât în 2016, cât și în 2017. :23 :17 În 2017, hashtagul #WorldToiletDay a avut o acoperire potențială maximă de peste 750 de milioane de oameni pe social media. :17 În 2018, atingerea potențială maximă a crescut cu 15%, comparativ cu 2017; activitatea online și autorii au crescut, de asemenea, cu 12% și, respectiv, 22% față de 2017. :32

## Istoric

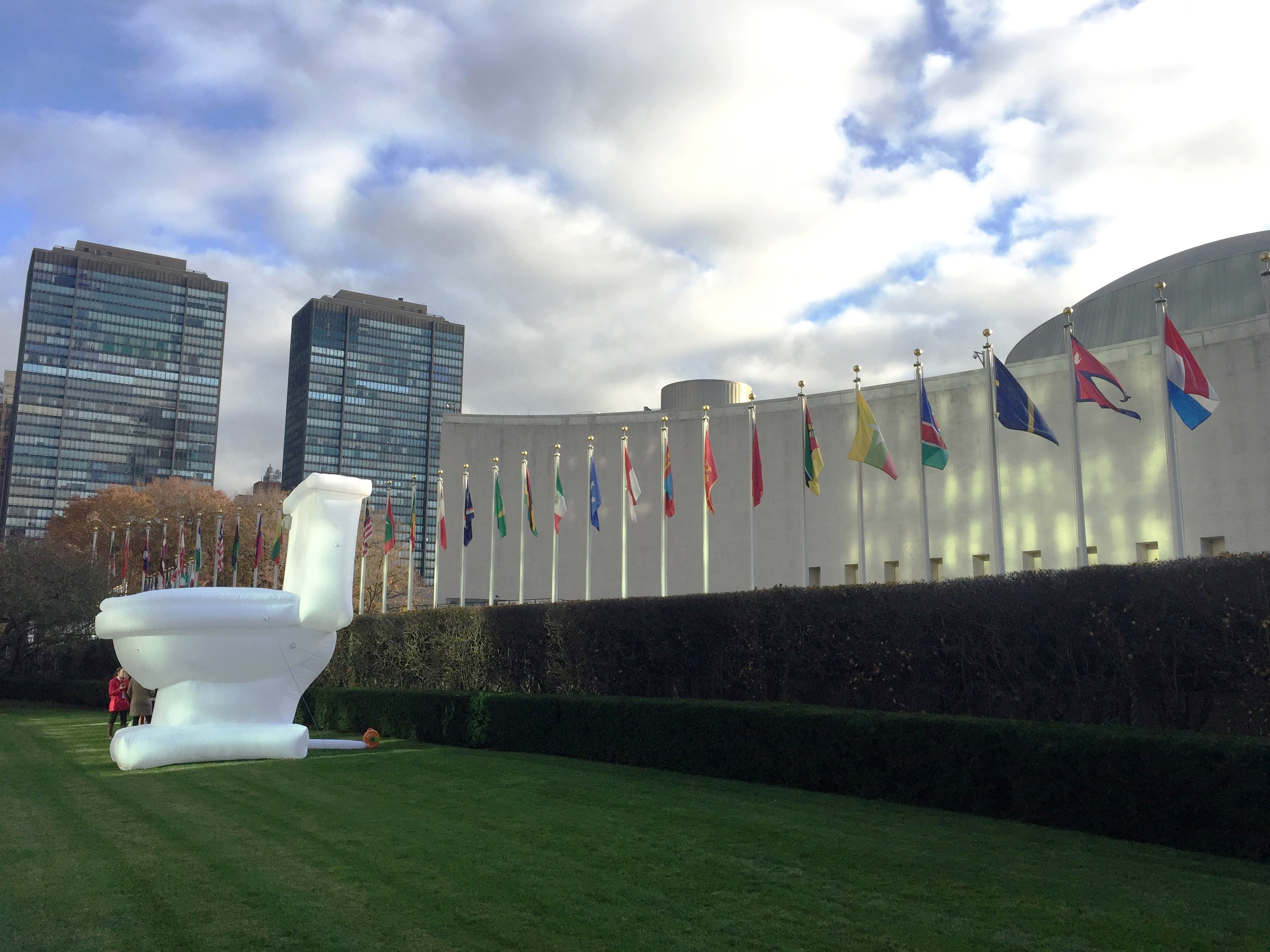
Ziua Mondială a Toaletei a fost declarată oficial în 2013, la cea de-a 67-a sesiune a Adunării Generale a ONU de la New York.

La 19 noiembrie 2001, ONG-ul Organizația Mondială a Toaletelor (OMC) a fost înființată de Jack Sim, un filantrop din Singapore . Ulterior, el a declarat 19 noiembrie Ziua Mondială a Toaletei. Denumirea de „Ziua Mondială a Toaletei” și nu „Ziua Mondială a Salubrității” a fost aleasă pentru ușurarea mesajelor publice, chiar dacă toaletele sunt doar prima etapă a sistemelor de salubrizare.
Evenimentele de Ziua Mondială a Toaletei și campaniile de sensibilizare a publicului sporesc gradul de conștientizare a publicului cu privire la sistemele mai largi de salubrizare, care includ epurarea apelor uzate, gestionarea nămolurilor fecale, gestionarea deșeurilor solide municipale, gestionarea apelor pluviale, igiena și spălarea mâinilor. De asemenea, obiectivele ONU de dezvoltare durabilă solicită mai mult decât toalete. Obiectivul 6 necesită o salubrizare adecvată, care include întregul sistem de asigurare a procesării în siguranță a deșeurilor. 
OMC a început să promoveze recunoașterea globală pentru Ziua Mondială a Toaletei și, în 2007, Alianța pentru Sănătate Durabilă (SuSanA) a început să sprijine în mod activ și Ziua Mondială a Toaletei. Eforturile lor de a atrage atenția asupra crizei de salubritate au fost consolidate în 2010, când dreptul omului la apă și canalizare a fost declarat oficial drept uman de către ONU.
În 2013, o inițiativă comună între guvernul din Singapore și Organizația Mondială a Toaletelor a condus la prima rezoluție a ONU din Singapore, denumită „Salubrizarea pentru toți”. Rezoluția solicită acțiuni comune pentru a pune capăt crizei mondiale de salubrizare. Ziua Mondială a Toaletei a fost declarată Ziua oficială a ONU în 2013. Resoluția respectivă a fost adoptată de 122 de țări la cea de-a 67-a sesiune a Adunării Generale a ONU de la New York.
Obiectivele de dezvoltare durabilă (ODD) au înlocuit obiectivele de dezvoltare ale mileniului (ODM) în 2016. Cu ocazia Zilei Mondiale a Toaletei, la 19 noiembrie 2015, secretarul general al Organizației Națiunilor Unite, Ban Ki-moon, a cerut o acțiune amplă pentru reînnoirea eforturilor de a oferi acces la salubritate adecvată pentru toți. El le-a reamintit tuturor „Apelul la acțiune privind salubritatea” lansat în 2013 și scopul de a pune capăt defecării în aer liber până în 2025. El a mai spus: „Din multe puncte de vedere, salubrizarea este ținta cea mai ratată a Obiectivelor de Dezvoltare ale Mileniului.”
Secretarul general adjunct al ONU, Jan Eliasson, a fost decorat cu ocazia Zilei Mondiale a Toaletei, în 2016, la New York, pentru angajamentul său profund de a sparge tabuul sanitar. :23 De exemplu, el a transmis un mesaj video participanților la un eveniment comun WaterAid și Unilever în Parlamentul European de Ziua Mondială a Toaletei 2014. În 2016, UN-Water a sprijinit „A Toast for Toilets” la New York cu Misiunea Națiunilor Unite din Singapore. :23

## Background

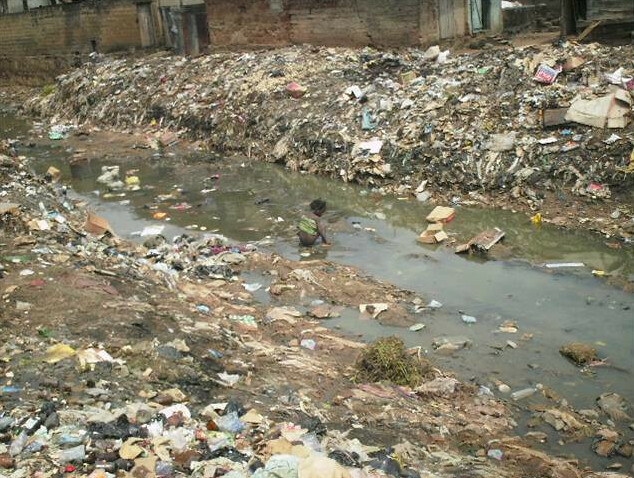
Copil care își face nevoile într-un canal din mahalaua Gege din orașul Ibadan, Nigeria

La nivel mondial, 4,2 miliarde de oameni trăiesc fără „ salubrizare gestionată în siguranță ” și aproximativ 673 de milioane de oameni din întreaga lume practică defecația în aer liber. :74 A fi nevoit să facă nevoile în aer liber este deosebit de dificil pentru femei și fete. Femeile tind să aștepte venirea întunericului pentru a avea mai multă intimitate, dar riscă apoi să fie atacate când sunt singure noaptea. 
S-a estimat că 58% din toate cazurile de diaree la nivel mondial în 2015 au fost cauzate de apă nesigură, igienă deficitară și practici igienice slabe, cum ar fi spălarea mâinilor inadecvată. Acest lucru a dus la o jumătate de milion de copii cu vârsta sub cinci ani care au murit de diaree pe an. S-a estimat că asigurarea salubrizării scade șansele copiilor care suferă de diaree cu 7-17%, iar mortalitatea sub 5 ani cu 5-20%.
Dreptul omului la apă și canalizare a fost recunoscut ca un drept de către Adunarea Generală a Organizației Națiunilor Unite (ONU) la 28 iulie 2010. Lipsa accesului la salubritate (toalete) are un impact asupra sănătății publice, demnității și siguranței. Răspândirea a numeroase boli (de exemplu, helmintiaza transmisă din sol, diaree, schistosomiaza) și creșterea deficitară la copii este direct legată de expunerea persoanelor la fecale umane, deoarece toaletele fie nu sunt disponibile, fie nu sunt utilizate.
Obiectivul 6 de dezvoltare durabilă are ca scop asigurarea salubrizării pentru toți.

## Vezi si
- Ziua globală de spălare a mâinilor
- Listă de manifestări minore seculare
- Ziua igienei menstruale

## linkuri externe
- Site-ul oficial al Zilei Mondiale a Toaletei
- Ziua Mondială a Toaletei pe site-ul Națiunilor Unite